# Окаатсут
Окаатсут (гренл. Oqaatsut) — поселение в коммуне Каасуитсуп, Гренландия. Название посёлка образовано от гренландского слова, означающего «баклан».

## Описание, транспорт
Окаатсут расположен на небольшом круглом полуострове на берегу залива Диско в Западной Гренландии.
В посёлке работает универсальный магазин Pisiffik, почтовое отделение, фельдшерский пункт, станция для опреснения морской воды. Опреснённая вода бесплатна, но большинство жителей предпочитают пить талую воду. Имеется около 200 ездовых собак. Есть школа (1—8 классы), в которой обучаются 6—8 детей, два учителя. Для получения полного среднего образования необходимо отправляться в город Илулиссат, расположенный примерно в 14 километрах по прямой. Существуют исторические здания, построенные еще в XVIII веке: в которых топили ворвань, делали корабельные мачты и бочки.
Ближайший аэропорт — Илулиссат, расположенный примерно в 10 километрах по прямой на юг. Полёты осуществляются только зимой и весной. Летом и осенью, когда залив Диско освобождается ото льда, сообщение только по воде: два раза в неделю ходит паром из Илулиссата; также туда можно добраться пешком, путь вдоль берега занимает 5—7 часов. По дороге встречаются холмы, болота и овраги, поэтому, чтобы пеший путешественник не сбился с пути, каждые 200 метров дороги отмечены специальными камнями.

## История
Поселение было основано голландскими китобоями в XVIII веке и тогда носило название Роудбей. В 1877 году оно получило статус датской колонии. В XX веке близ посёлка был открыт рыбообрабатывающий завод, который обеспечивал стопроцентную занятость населению, но в 1980-х годах он был закрыт. В 1957 году была построена церковь, вмещающая около 100 человек. Поскольку в поселении достаточно развит туризм, в 1994 году был открыт хостел на 25 постояльцев, в 1998 году — ресторан, в июне 2011 года — гостиница (4 двухместных номера и 1 одноместный). В июле 2014 года хозяева этого ресторана, семейная пара немцев, были найдены утонувшими.